# 尼亞澤彼得羅夫斯克區

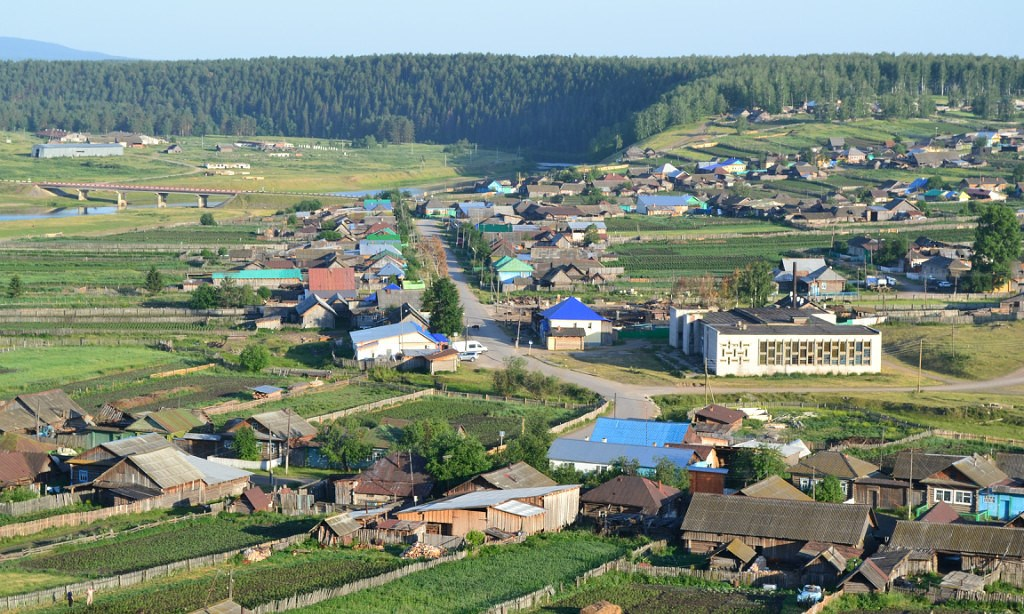

56°03′N 59°36′E / 56.050°N 59.600°E
尼亞澤彼得羅夫斯克區（俄语：Нязепетровский район），是俄羅斯的一個區，位於該國西南部，由車里雅賓斯克州負責管轄，面積3,459平方公里，2010年人口18,261，人口密度每平方公里5.28人。